# Апостол (Дімеліс)
Митрополит Апостол Дімеліс (грец. Μητροπολίτης Ἀπόστολος, в миру Панайотіс Дімеліс, грец. Παναγιώτης Διμέλης; 30 січня 1925, Архангелос, Родос, Греція — 22 вересня 2010, Родос, Греція) — єпископ Константинопольської православної церкви, митрополит Родоський (1988—2004).

## Життєпис
Народився 30 січня 1925 у селищі Архангелос на острові Родос у Греції.
17 листопада 1977 висвячений у сан єпископа і возведений до митрополита Геліопольського та Фірського. На кафедрі перебував до 15 жовтня 1985 року.
5 травня 1988 року обраний митрополитом Родоським, цю посаду обіймав до 20 квітня 2004 року.
Помер 22 вересня 2010 року на Родосі.